# Cynortosoma reticulatum
Cynortosoma reticulatum is een hooiwagen uit de familie Cosmetidae.